# Tricypha
Tricypha is een geslacht van vlinders van de familie spinneruilen (Erebidae), uit de onderfamilie Arctiinae.

## Soorten
- T. furcata Möschler, 1878
- T. imperialis Heylaerts, 1884
- T. mathani Rothschild, 1909
- T. nigrescens Rothschild, 1909
- T. obscura Hampson, 1898
- T. ochrea Hampson, 1901
- T. popayana Dognin, 1923
- T. proxima Grote, 1867
- T. pseudotricypha Rothschild, 1909
- T. rosenbergi Rothschild, 1910